# Jungfrusäckspinnare
Jungfrusäckspinnare (Dahlica lichenella) är en fjärilsart som först beskrevs av Carl von Linné 1761.  Jungfrusäckspinnare ingår i släktet Dahlica, och familjen säckspinnare. Enligt den finländska rödlistan är arten nära hotad i Finland. Arten är reproducerande i Sverige. Artens livsmiljö är klippstränder vid Östersjön.

## Bildgalleri

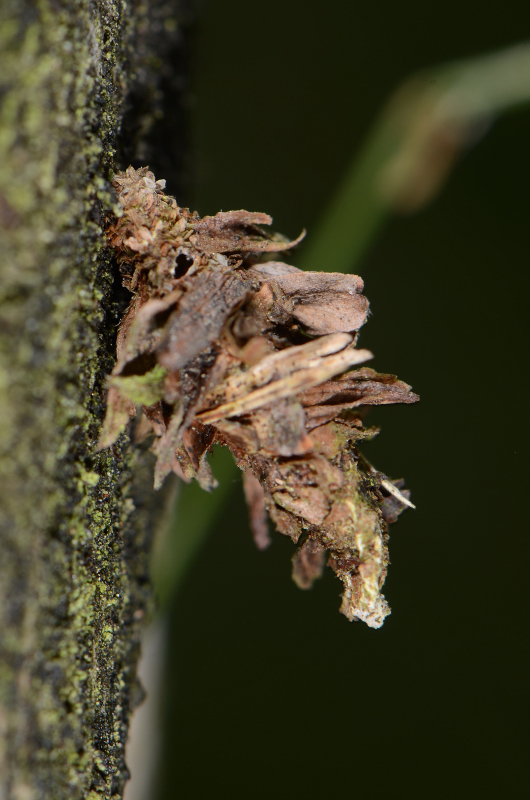